# Françoise de Montglat
Françoise de Montglat, geborene de Longuejoue (* um 1550; † 30. April 1633), war Gouvernante der königlichen Kinder Frankreichs von 1600 bis 1615 und damit die einzige Gouvernante der (ehelichen und unehelichen) Kinder Heinrichs IV.

## Leben
Françoise de Montglat war die Tochter von Thibaut de Longuejoue, Seigneur d’Iverny, und Madeleine Briçonnet; sie war die Enkelin des Siegelbewahrers Mathieu de Longuejoue und Urenkelin des Kardinals Guillaume Briçonnet. 
Sie heiratete in erster Ehe Pierre de Foissy, Seigneur de Crenay, und nach dessen Tod in zweiter Ehe 1579 Robert de Harlay, baron de Monglat (1550–1607), Premier Maître d’Hôtel Heinrichs IV.
Ihre Kinder aus der zweiten Ehe sind:
- Jacques († in den Niederlanden), 1596 Malteserordensritter, Baron de Montglat
- Robert († 1615 nach einem Duell), Baron de Montglat, 27. Oktober 1612 Grand Louvetier de France
- Jeanne (* um 1573; † nach 1627), Baronne de Montglat, Gouvernante von Anne Marie Louise d’Orléans, duchesse de Montpensier (* 1627); ⚭ 13. Oktober 1599[1] Hardouin de Clermont († 6. Juli 1633), Seigneur de Saint-Georges etc.

Im Jahr 1600 wurde sie die Gouvernante der sechs Kinder von Heinrich IV. und Maria de’ Medici:
- Louis (1601–1643), der spätere König Ludwig XIII. von Frankreich,
- Élisabeth (1602–1644), die spätere Königin von Spanien
- Christine (1606–1663), die spätere Herzogin von Savoyen
- Nicolas Henri (1607–1611)
- Gaston (1608–1660), Monsieur, der spätere Herzog von Orléans
- Henriette-Marie (1609–1669), die spätere Königin von England

aber auch für die Kinder, die er von seinen zahlreichen Mätressen hatte und die gemeinsam mit den ehelichen erzogen wurden:
- César de Bourbon, Herzog von Vendôme (1594–1665)[3]
- Cathérine Henriette de Bourbon (1596–1663), die spätere Herzogin von Elbeuf
- Alexandre de Bourbon (1598–1629)
- Henri de Bourbon (1601–1682), legitimiert 1603, der spätere Herzog von Verneuil
- Gabrielle Angélique (1603–1627), legitimiert, die spätere Herzogin von Épernon
- Antoine de Bourbon (1607–1632), legitimiert 1608, Graf von Moret
- Jeanne Baptiste de Bourbon (1608–1670), legitimiert 1608, die spätere Äbtissin von Fontevrault
- Marie Henriette de Bourbon (1609–1629), legitimiert, die spätere Äbtissin von Chelles